# Botafogo
Botafogo er en bydel i Rio de Janeiro i Brasilien. Bydelen er beliggende i de sydlige dele af det centrale Rio. Området er på cirka 480 hektar og huser ca. 84.000 indbyggere.
Bydelen er hjemsted for fodboldholdet Botafogo de Futebol e Regatas.